# Consolidated P2Y
Consolidated P2Y – amerykańska patrolowa łódź latająca z okresu międzywojennego.

## Historia
W 1928 roku amerykańska Marynarka Wojenna wystąpiła do wytwórni Consolidated Aircraft Corporation o opracowanie wodnosamolotu patrolowego. Taki samolot opracowano i otrzymał on oznaczenie Consolidated XPY-1. Była to łódź latająca, górnopłat typu parasol, napędzany dwoma silnikami. Samolot ten nie znalazł jednak uznania Marynarki Wojennej, w związku z tym w 1931 roku, opierając się na jego konstrukcji, opracowano kolejną patrolową łódź latającą, oznaczoną jako XP2Y-1, przy czym był to już dwupłat, napędzany dwoma silnikami. Został on oblatany 26 maja 1931 roku. W prototypie zastosowano silniki gwiazdowe Wright R-1820-88 Cyclone o mocy 575 KM (428,5 kW). Następnie zbudowano jeszcze jeden prototyp oznaczony jako XP2Y-2, który różnił się sposobem zamontowania trzeciego silnika, umieszczonego nad górnym płatem za pomocą zestrzałów.
Po próbach obu prototypów Marynarka Wojenna zamówiła w dniu 7 lipca 1931 roku 23 samoloty według pierwszego prototypu, pierwszy seryjny samolot był gotowy w kwietniu 1932 roku. Samoloty seryjne otrzymały oznaczenie P2Y-1. Po zbudowaniu 10 samolotów dla amerykańskiej Marynarki Wojennej, zaczęto produkcję kolejnej wersji samolotu oznaczonej jako P2Y-3, która różniła się od pierwszej wersji zastosowaniem silników Wright R-1820-90 o mocy 760 KM. Ostatecznie zbudowano jeszcze 17 samolotów tej wersji dla amerykańskiej Marynarki Wojennej.
Ponadto zbudowano jeszcze dwa samoloty w wersji P2Y-1: jeden dla Kolumbii (oznaczony jako P2Y-1C) i jeden dla Japonii (P2Y-1J). Natomiast po zakończeniu produkcji samolotów w wersji P2Y-3 dla amerykańskiej Marynarki Wojennej zbudowano jeszcze 6 samolotów zakupionych przez Argentynę (oznaczone P2Y-3A).
Łącznie w latach 1931-1937 zbudowano 37 samolotów P2Y, w tym dwa prototypy (XP2Y-1, XP2Y-2), 12 w wersji P2Y-1 i 23 w wersji P2Y-3.

## Użycie w lotnictwie
Samoloty Consolidated P2Y od 1933 wprowadzano do lotnictwa amerykańskiej Marynarki Wojennej, jako pierwsza otrzymała je eskadra patrolowa VP-10F w dniu 1 lutego 1933 roku. Następnie otrzymywała je eskadra patrolowa VP-5F, a w 1935 roku kolejne: VP-7F i VP-4F. Te eskadry w 1938 roku w związku z reorganizacją lotnictwa Marynarki Wojennej przekazały je do kolejnych eskadr: VP-14 (okres użytkowana 1938-1941), VP-15 (1938-1940), VP-19 (1937-1941), VP-20 (1938-1940), VP-21 (38-39). Ostatni samolot tego typu wycofano z użytkowania 31 marca 1941 roku z eskadry VP-43 (wcześniej posiadającej nazwę VP-19).
Oprócz amerykańskiego lotnictwa Marynarki Wojennej po jednym samolocie w wersji P2Y-1 zakupiły Kolumbia (P2Y-1C) i Japonia (oznaczenie amerykańskie – P2Y-1J, oznaczenie japońskie – Consolidated HXC). Natomiast Argentyna zakupiła 6 samolotów w wersji P2Y-3A. Samoloty te włączono w skład lotnictwa argentyńskiej Marynarki Wojennej w 1936 roku. Wykonywały loty patrolowe nad Atlantykiem, m.in. jeden z tych samolotów w 1940 roku wykonywał lot patrolowy w rejonie Malwinów. W 1949 roku zostały wycofane z użytku.

## Opis techniczny
Samolot Consolidated P2Y był dwupłatem o konstrukcji metalowej, dolne płaty mocowane do kadłuba były krótsze, natomiast płat górny umocowany był do kadłuba za pomocą zastrzałów. Pod dolnymi płatami zamontowano pływaki stabilizujące. Kadłub samolotu miał formę łodziową.
Napęd samolotu stanowiły dwa silniki gwiazdowe, chłodzone powietrzem, umieszczone w gondolach na górnym płacie.
Uzbrojenie samolotu stanowiły trzy karabiny maszynowe kal. 7,62 mm; jeden ruchomy, umieszczony w stanowisku na dziobie kadłuba, oraz dwa dalsze umieszczone w lukach na grzbiecie kadłuba. Mógł również przenosić bomby o łącznej masie 907 kg.